# Jリーグ ファイティングサッカー
『Jリーグ ファイティングサッカー』とは、1992年12月27日に日本のIGSから発売されたゲームボーイ用サッカーゲーム。
ゲームボーイ版は1993年のJリーグ開幕前に発売しており、初のJリーグ公認ゲームとなった。チームはJリーグ開幕時の10チーム、選手データは実名を使用。
開発はグラフィックリサーチが行い、バップの『パワー・ミッション』（1990年）を手掛けたスタッフが参加しており、ゲーム・デザインはおおぬまいさむ、音楽は玉山文人が担当している。
1993年にはファミリーコンピュータ版も発売された。

## ゲーム内容

### システム
いずれのチームもGK1人、DF2人、FW3人の6人制。攻撃側はボールを持つ選手、守備側はボールに最も近い選手以外は表示が小さくなり、攻守いずれもプレーに参加しない。試合中の行動は、Bボタンでコマンド選択し、Aボタンで実行するというシステム。

### モード
- TEST PLAY
  - 1試合のみコンピュータ相手に試合を行う。
- VS PLAY
  - 対人プレイ。通信ケーブルを使用する。
- TOURNAMENT
  - 任意のチームを使用して、トーナメント戦を行う。
- LEAGUE
  - 任意のチームを使用して、リーグ戦を行う。

## 移植版
| No. | タイトル                       | 発売日        | 対応機種               | 開発元               | 発売元 | メディア                | 型式   | 備考 | 出典 |
| --- | ------------------------------ | ------------- | ---------------------- | -------------------- | ------ | ----------------------- | ------ | ---- | ---- |
| 1   | Jリーグ ファイティングサッカー | 1993年6月19日 | ファミリーコンピュータ | グラフィックリサーチ | IGS    | 2メガビットロムカセット | IGS-JS |      |      |

ファミリーコンピュータ版
- 性能の違いから11人制が実現したものの、いずれのチームのシステムもGK1人、DF4人、MF3人、FW3人で固定されている。また、選手トレードが可能となっている。

## スタッフ
ゲームボーイ版
- ゲーム・デザイン：NUMATAROH（おおぬまいさむ）
- プログラマー：SHILPHEED、水谷靖志、HYAKUMANGOKU（浜田康之）、DAMENANOYO ISHIHARA（石原和茂）、ACKEY AKIMOTO（秋本義雄）、吉成智
- 音楽：玉山文人
- グラフィック・デザイナー：DOIN（土居康浩）
- アドバイザー：きどころかずみ、TATSUYA NO PAPA
- スペシャル・サンクス：UMEDA SAN KICHI（梅田伸明）、PINOKKY HARUMAKI、SADANAGA、森信博
- プロデューサー：いこましんいち
- ディレクター：澤田芳明

## 評価
ゲームボーイ版
ゲーム誌『ファミコン通信』の「クロスレビュー」では、4・4・4・3の合計15点（満40点）、『ファミリーコンピュータMagazine』の読者投票による「ゲーム通信簿」での評価は以下の通りとなっており、19.2点（満30点）となっている。
| 項目 | キャラクタ | 音楽 | お買得度 | 操作性 | 熱中度 | オリジナリティ | 総合 |
| 得点 | 3.1        | 3.2  | 3.1      | 3.1    | 3.6    | 3.2            | 19.2 |

ファミリーコンピュータ版
ゲーム誌『ファミコン通信』の「クロスレビュー」では、6・4・5・5の合計20点（満40点）、『ファミリーコンピュータMagazine』の読者投票による「ゲーム通信簿」での評価は以下の通りとなっており、20.2点（満30点）となっている。
| 項目 | キャラクタ | 音楽 | お買得度 | 操作性 | 熱中度 | オリジナリティ | 総合 |
| 得点 | 3.3        | 3.4  | 3.4      | 3.6    | 3.5    | 3.0            | 20.2 |